# Sonata para piano n.º 27 (Beethoven)

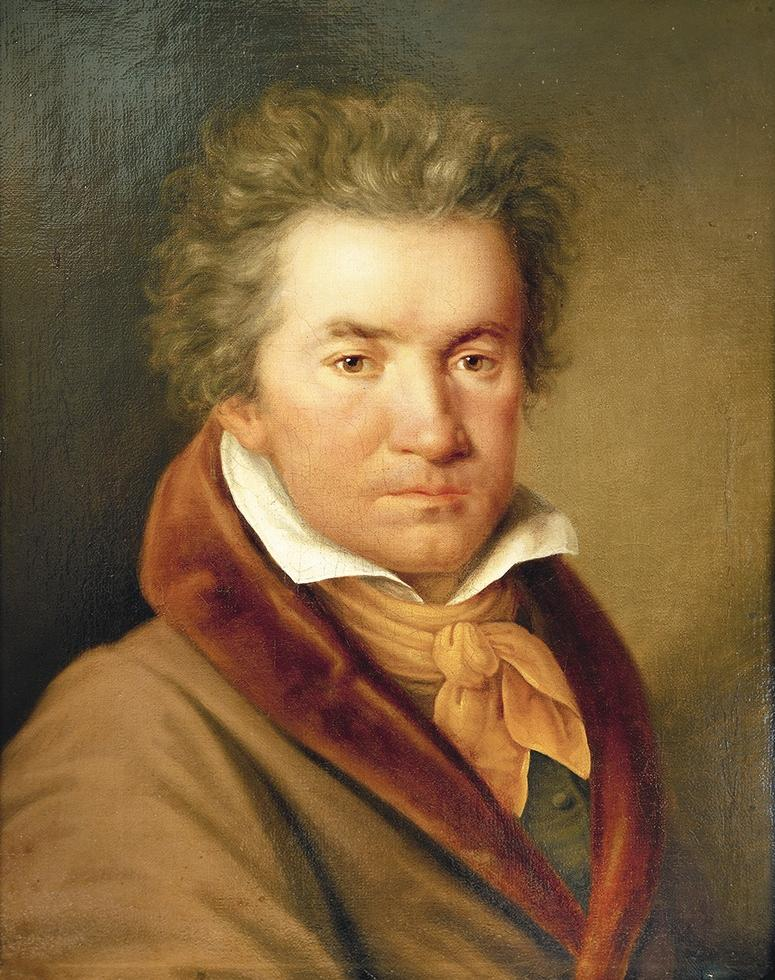
Beethoven en 1815.

La sonata para piano n.º 27 en mi menor, Op. 90  fue compuesta por Ludwig van Beethoven en 1814. La partitura está dedicada al conde Moritz Lichnowsky.

## Historia

### Composición

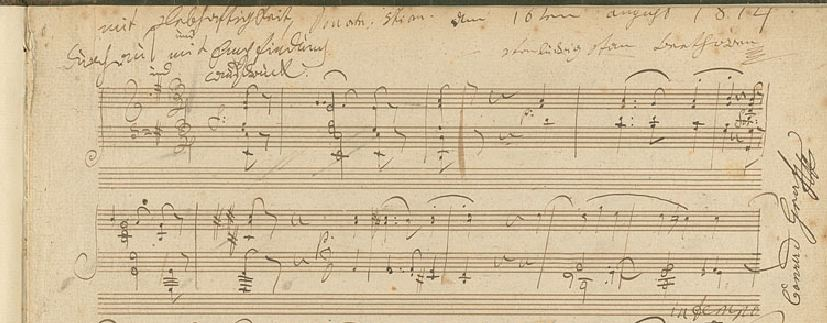
Primeros compases de la partitura autógrafa.

La composición de la pieza se desarrolló en el verano de 1814. Beethoven llevaba cinco años sin escribir una sonata para piano. La última había sido la Sonata "Les adieux" Op. 81a. Por aquel entonces la popularidad del compositor estaba en su cénit. La victoria de Wellington Op. 91 y la cantata El momento glorioso Op. 136, ambas compuestas para el Congreso de Viena, le habían reportado prestigio, riqueza y notoriedad. A finales de mayo de 1814 se estrenó con gran éxito la tercera versión de su ópera Fidelio, que se mantuvo en el repertorio durante todo el verano.

### Publicación
Tras terminar la sonata, el maestro alemán entregó una copia autógrafa a su amigo, mecenas y alumno de piano, el archiduque Rodolfo, indicando que no estaba interesado en publicar la pieza de inmediato. Pero en otoño de ese año le tuvo que pedir el manuscrito y le prometió que pronto recibiría a cambio un bonito grabado. El hermano de Beethoven, Kaspar Karl, y su esposa Johanna tenían deudas con el editor musical vienés Sigmund Anton Steiner, y el compositor se ofreció como avalista. El juzgado del distrito obligó al compositor a entregar a Steiner una nueva sonata para piano, la Op. 90. Este fue el primero de varios opus editados por el editor, que era dueño de una tienda de música donde se solía reunir Beethoven con sus amigos.
La primera publicación de la obra fue llevada a cabo por Steiner a principios de la primavera de 1815 y se anunció en el Wiener Zeitung el 9 de junio de 1815. El anuncio aseguraba que todos los aficionados y melómanos darían la bienvenida a la sonata, ya que Beethoven no había escrito nada para piano desde hacía bastante tiempo. Según Steiner, la pieza no necesitaba elogios pues tenía todo el ingenio, armonía y habilidad tan típicos del compositor más célebre de la época. El archiduque, por su parte, no estaba dispuesto a esperar tanto y pidió que le devolvieran el manuscrito autógrafo en préstamo para hacer una copia. Beethoven le obsequió con el manuscrito, que el editor le había prestado durante una semana. En efecto, el archiduque hizo una copia que todavía se considera una fuente esencial para esta sonata. La partitura autógrafa que se conserva del Op. 90 data del 16 de agosto de 1814 y en la actualidad se encuentra en Beethoven-Haus en Bonn. La copia manuscrita elaborada para el archiduque Rodolfo está en la Biblioteca Nacional de Viena.
La dedicatoria que figura en la partitura es para el conde Moritz Lichnowsky, que era el hermano pequeño del príncipe Karl Lichnowsky. La casa Lichnowsky era una familia aristocrática checa de origen silesio y moravo que se remonta al siglo XIV. Karl había sido un generoso mecenas del compositor en sus primeros años en Viena. En 1806 durante la visita del compositor al castillo Lichnowsky hubo un roce entre Karl y Beethoven, pero la relación con Moritz permaneció intacta. En una carta dirigida al conde el 21 de septiembre de 1814 Beethoven le explica la dedicatoria del Op. 90:

«Ayer di un delicioso paseo con un amigo por el Brühl, y en el curso de nuestra amistosa charla se habló especialmente de usted, y ¡he aquí! a mi regreso encontré su amable carta. Veo que está decidido a seguir colmándome de beneficios. Como no quiero que suponga que un paso que ya he dado se debe a sus recientes favores, o a cualquier otro motivo por el estilo, he de decirle que una sonata mía está a punto de aparecer, dedicada a usted. Deseaba darle una sorpresa, ya que esta dedicatoria lleva mucho tiempo pensada para usted, pero su carta de ayer me induce a nombrar el hecho. No necesitaba ningún nuevo motivo para manifestar públicamente mi reconocimiento por su amistad y amabilidad. (...) Nunca olvidaré cuanto les debo en general (...).»

## Estructura y análisis
La sonata consta de dos movimientos:
- I. Mit Lebhaftigkeit und durchaus mit Empfindung und Ausdruck, en mi menor 3
4
- II. Nicht zu geschwind und sehr singbar vorgetragen, en mi mayor 2
4

La interpretación de esta obra dura aproximadamente 13 minutos. Es una de las sonatas más breves de Beethoven, pero sus proporciones relativamente modestas esconden una complejidad emocional que anticipa sus inminentes obras de despedida en el género. Por aquella época el compositor había empezado a usar indicaciones de tempo en alemán en lugar de en italiano, quizás reconociendo que su música había llegado a representar una forma de expresión especialmente personal y romántica.
Anton Schindler, amigo y biógrafo de Beethoven, informó de que los dos movimientos de la sonata se iban a titular: Kampf zwischen Kopf und Herz (Lucha entre la cabeza y el corazón) y Conversation mit der Geliebten  (Conversación con la amada), en alusión a una relación amorosa entre el conde Moritz Lichnowsky, dedicatario de la sonata, y una cantante de ópera con la que más tarde se casó. La explicación de Schindler apareció por primera vez en su libro  Beethoven en París de 1842 y se ha repetido en varios libros más. Estudios posteriores demostraron que, con toda seguridad, Schindler inventó la historia al menos en parte y que llegó a falsificar una entrada en uno de los libros de conversaciones de Beethoven para validar la anécdota.

### I.Mit Lebhaftigkeit und durchaus mit Empfindung und Ausdruck
El primer movimiento está escrito en la tonalidad de mi menor, en compás de 2/4 y sigue la forma sonata. La indicación de tempo en alemán Mit Lebhaftigkeit und durchaus mit Empfindung und Ausdruck quiere decir "con vitalidad y completo sentimiento y expresividad". Arranca con unos contundentes acordes que podrían ser una musculosa actualización de una danza renacentista y a ellos responde un material más tenue. La música alterna gestos rápidos e impulsivos con suaves suspiros, casi siempre en modo menor. Todo ello se divide en dos grupos temáticos bastante similares, cada uno de ellos una mezcla de emociones. Curiosamente, Beethoven basa el desarrollo brusco del movimiento en una minúsculo motivo lírico del primer bloque, para convertirla en una música inquieta y declamatoria como la de los primeros compases.

### II.Nicht zu geschwind und sehr singbar vorgetragen
El segundo y último movimiento está escrito en mi mayor, en compás es 2/4 y sigue la forma rondó. La indicación de tempo en alemán Nicht zu geschwind und sehr singbar vorgetragen significa "No demasiado rápido y muy cantabile". A juzgar por el primer movimiento, la futura esposa del conde parece ser un mal partido, pero en el rondó el asunto parece haberse asentado en una sumisión mutua e inocente. La música gira en torno a temas construidos a partir de notas repetidas, una idea de la que se hacen eco las repeticiones bastante literales del tema principal cantabile. La música no es tan simple como parece ya que los episodios contrastantes introducen fugaces sombras en modo menor, e incluso alguna sutil polifonía. A diferencia del matrimonio del conde, la sonata termina pacíficamente.